# Koubéwel Koundia
Koubéwel Koundia è un comune rurale del Mali facente parte del circondario di Douentza, nella regione di Mopti.
Il comune è composto da 14 nuclei abitati:
- Adia
- Askarba
- Badiari
- Dembely
- Dioni
- Koira Bery
- Koubewel
- Madina
- Mougui
- Olkia
- Orodou
- Synda
- Tabaco
- Temba